# Kunstjahr 1893
Liste der Kunstjahre

◄ | 1889 | Kunstjahr 1893

Weitere Ereignisse

Dieser Artikel behandelt das Kunstjahr 1893.

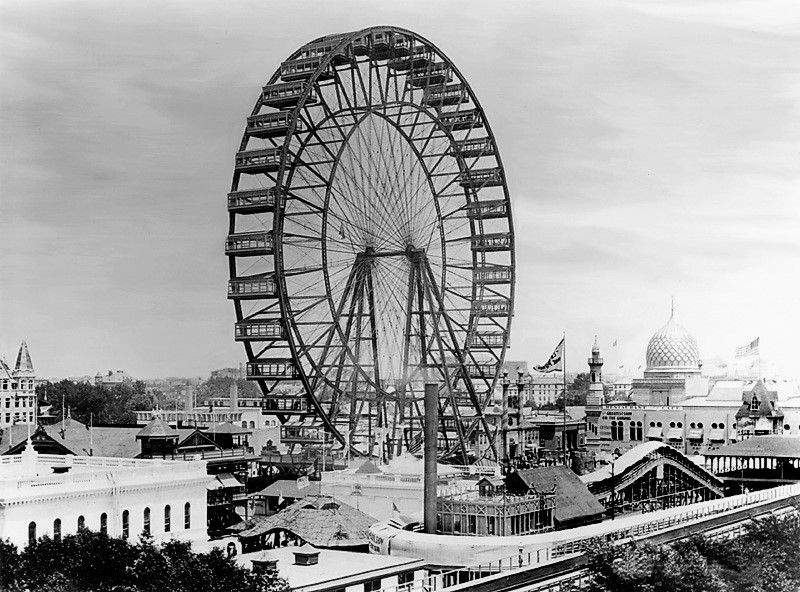
Das Ferris Wheel auf der World Columbian Exposition, von George Washington Gale Ferris 1891 erfunden

## Ereignisse

### Architektur

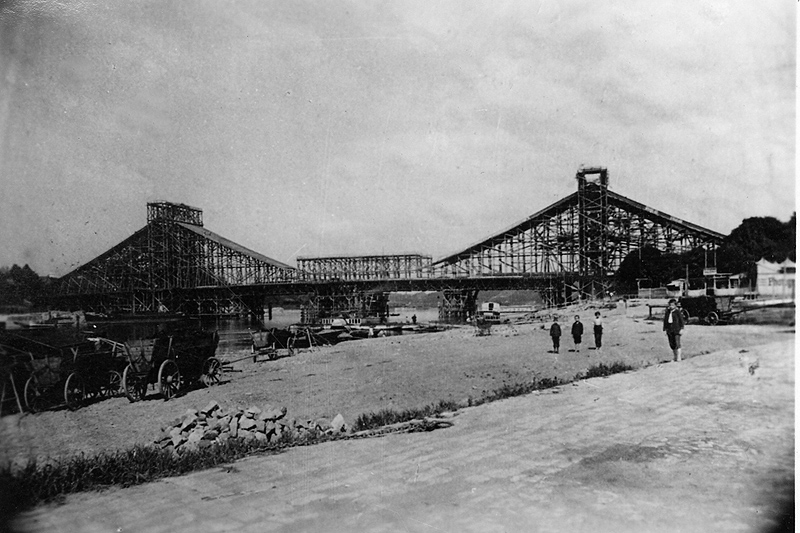
Die Elbbrücke „Blaues Wunder“ während des Baus 1893, Foto von August Kotzsch

- 15. Juli: Die König-Albert-Brücke zwischen Blasewitz und Loschwitz wird eingeweiht. Es ist die fünfte feste Elbquerung im heutigen Stadtgebiet von Dresden.

### Bildhauerei
- 24. August: Im Schweriner Schlossgarten findet die feierliche Enthüllung des Reiterdenkmals des Großherzogs Friedrich Franz II. – ein Hauptwerk des Bildhauers Ludwig Brunow – statt.

### Malerei

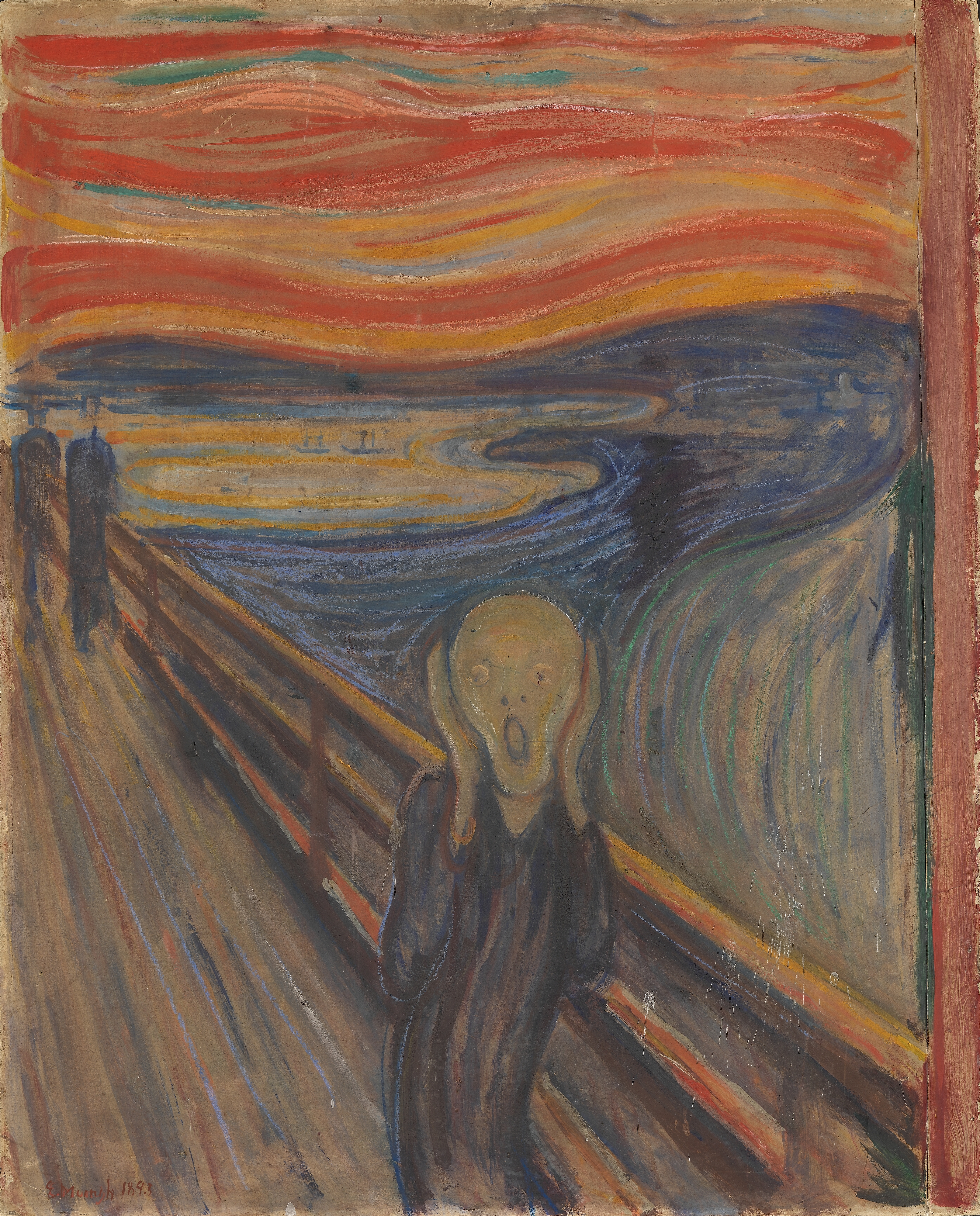
Der Schrei, Edvard Munch 1893

- Edvard Munch malt die erste Version seines Gemäldes Der Schrei.
- Paul Müller-Kaempff malt in Öl auf Leinwand das Gemälde Schifferfriedhof in den Dünen von Ahrenshoop.

### Museen und Ausstellungen
- Der Stadtrat von Venedig beschließt eine zweijährlich stattfindende Kunstausstellung abzuhalten, die erste Biennale di Venezia wird unter dem Namen I Esposizione Internazionale d'Arte della Città di Venezia am 30. April in Anwesenheit des italienischen Königspaares Umberto I. und Margherita di Savoia eröffnet. Sie wird ein Publikumserfolg.
- 1. Mai: In Chicago eröffnet US-Präsident Grover Cleveland mit fast einjähriger Verspätung anlässlich des 400sten Jahrestages der Entdeckung Amerikas durch Christoph Kolumbus die World’s Columbian Exposition. Bis zu ihrer Schließung am 30. Oktober besuchen rund 27,3 Millionen Menschen die Weltausstellung. Auf einer Fläche von 278 ha führen 70.000 Ausstellende aus 46 Nationen ihre Exponate vor. Urheber der Gestaltung der gesamten Anlage ist der Chicagoer Architekt Daniel Burnham gemeinsam mit dem Landschaftsarchitekten Frederick Law Olmsted. Die Gebäude sind von verschiedenen Architekten im Stil der italienischen Renaissance errichtet worden. Die Ausstellung hat starken Einfluss auf die Architektur und die Kunst der Zeit.

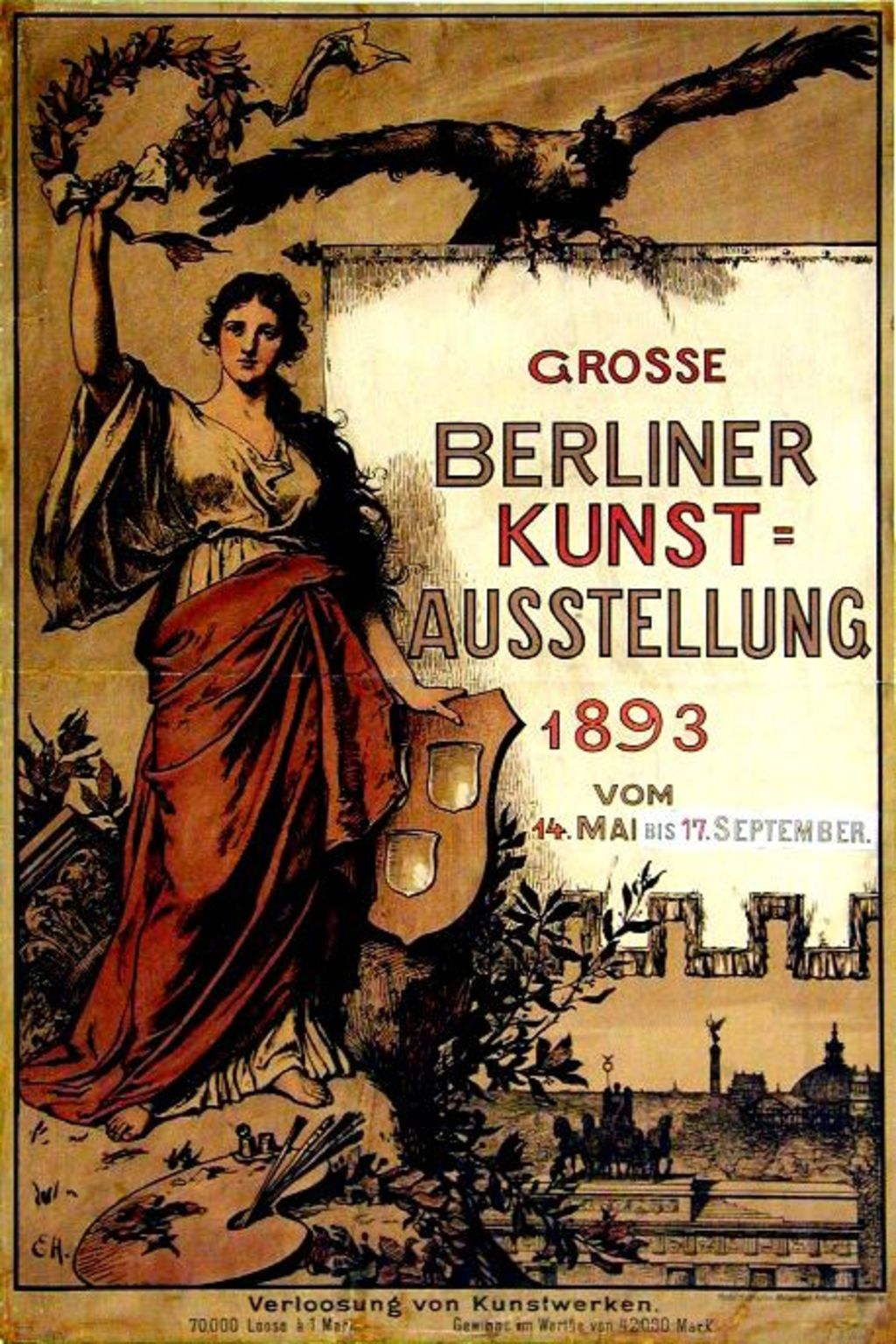
Werbeplakat Grosse Berliner Kunstausstellung 1893 von Ernst Hildebrand

- 14. Mai: Der preußische Kultusminister Robert Bosse eröffnet die erste Große Berliner Kunstausstellung.

## Geboren

### Geburtsdatum gesichert
- 05. Januar: Joost Schmidt, deutscher Typograf, Maler und Lehrer am Bauhaus († 1948)
- 13. Januar: Clark Ashton Smith, US-amerikanischer Dichter, Bildhauer, Maler und Autor († 1961)
- 17. Januar: Ernst Egli, österreichischer Architekt und Stadtplaner († 1974)

- 17. Februar: Eduard Ege, deutscher Maler, Graphiker und Holzschneider († 1978)
- 24. Februar: August Arthur Ambrosi, österreichischer Bildhauer und Lyriker († 1975)

- 03. März: Judith Alpi, chilenische Malerin († 1983)
- 07. März: Edwin Grienauer, österreichischer Bildhauer († 1964)
- 26. März: William Dunkel, Schweizer Architekt und Maler († 1980)

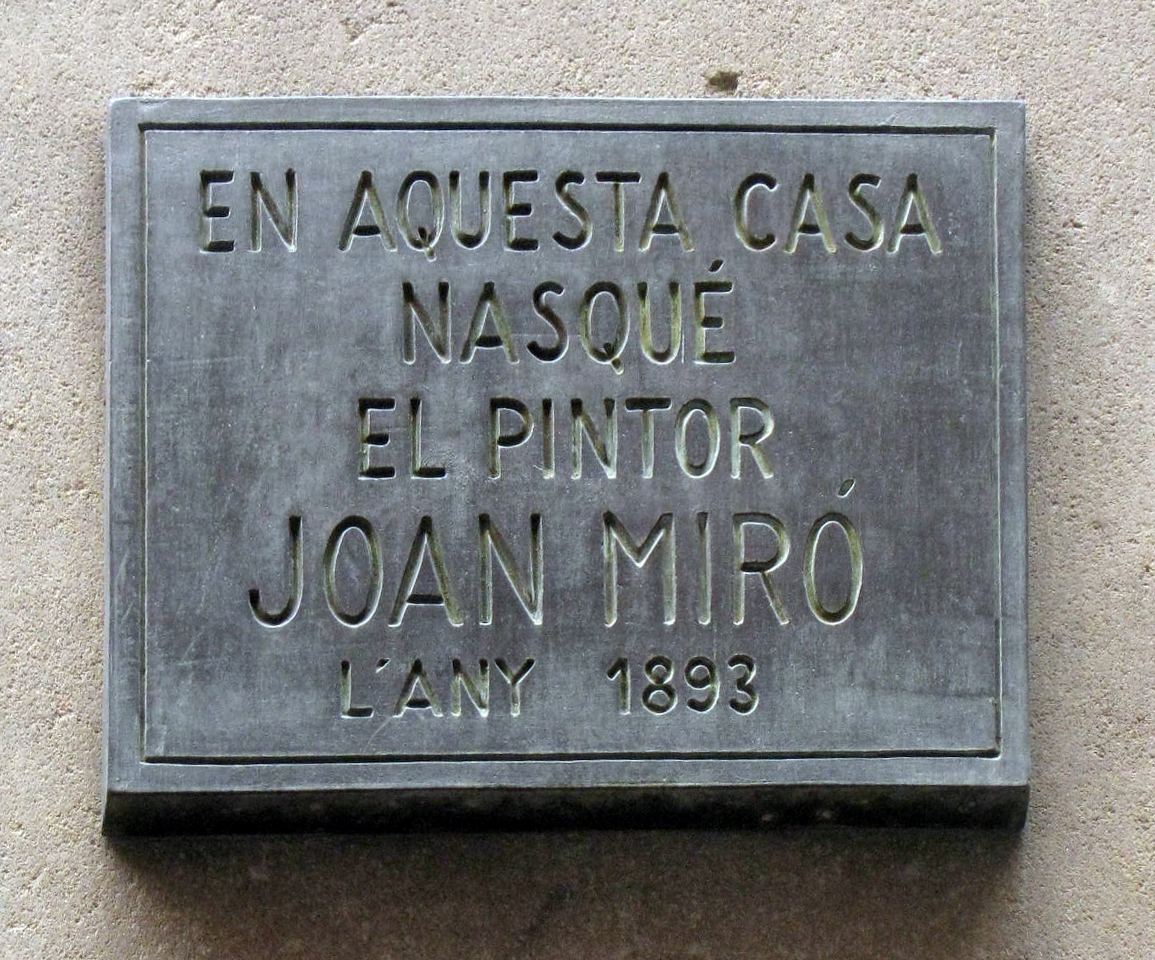
Plakette an Mirós Geburtshaus in Barcelona, Passatge del Crèdit 4

- 20. April: Joan Miró, spanisch-katalanischer Maler, Grafiker, Bildhauer und Keramiker († 1983)
- 06. Mai: Wilhelm Kohlhoff, deutscher Maler und Graphiker († 1971)

- 06. Juni: Otto Pankok, deutscher Maler, Zeichner und Bildhauer († 1966)
- 28. Juni: Florence Henri, US-amerikanische Malerin und Fotografin († 1982)

- 03. Juli: Sándor Bortnyik, ungarischer Maler († 1976)
- 26. Juli: George Grosz, deutscher Maler und Grafiker († 1959)

- 20. September: Hans Scharoun, deutscher Architekt († 1972)
- 01. Oktober: Marianne Brandt, deutsche Malerin, Bildhauerin und Designerin († 1983)
- 08. Oktober: Jaime Torrent, chilenischer Maler († 1925)
- 17. Oktober: Fritz Ascher, deutscher Maler, Zeichner und Dichter († 1970)
- 20. Oktober: Lyman Young, US-amerikanischer Cartoonist und Comiczeichner († 1984)

- 01. November: Andreas Paul Weber, deutscher Lithograph, Zeichner und Maler († 1980)
- 13. November: Reuven Rubin, rumänischstämmiger israelischer Maler, israelischer Botschafter in Rumänien

- 02. Dezember: Luise Straus-Ernst, deutsche Kunsthistorikerin, Journalistin und Künstlerin († 1944)

### Genaues Geburtsdatum unbekannt
- Manuel Gallinato, chilenischer Maler († 1968)

## Gestorben
- 14. Februar: Ludwig Lindenschmit der Ältere, deutscher Prähistoriker, Historienmaler und Lithograph (* 1809)
- 05. September: Hermann Hunaeus, deutscher Architekt (* 1812)
- 11. September: Adolphe Yvon, französischer Maler (* 1817)
- 11. Oktober: Ford Madox Brown, britischer Maler (* 1821)
- 30. Oktober: Karl Bodmer, Schweizer Maler (* 1809)
- 20. November: Kalle Løchen, norwegischer Maler und Theaterschauspieler (* 1865)